# Hans Horn
Pour les articles homonymes, voir Horn.
Hans Thomas « Hassa » Horn, né le 2 octobre 1873 à Oslo et mort le 21 avril 1968 dans la même ville, est un ingénieur, entrepreneur industriel, homme politique et skieur norvégien. 

## Biographie

### Carrière d'ingénieur et d'industriel
Il a un rôle dans le développement routier et du réseau électrique en Norvège au début du vingtième siècle. 
Il est directeur de l'entreprise de distribution d'électricité Kristiania Gas- og Elektricitetsverker entre 1921 et 1929 et de Det norske Zinkkompani, entreprise du métal entre 1929 et 1943. Il préside la Confédération industrielle de Norvège entre 1939 et 1942.

### Carrière dans le sport
Originaire d'Oslo, il représente le club Skuld (no).
Il reçoit la Médaille Holmenkollen en 1918, au même titre que Jørgen Hansen.
Il devient un acteur important dans les différentes instances du sport norvégien, dirigeant l'Association norvégienne de ski entre 1914 et 1918, après avoir été Chairman de l'Association norvégienne de promotion du ski (no) entre 1908 et 1912. Enfin, il est le secrétaire de l'Association norvégienne de randonnée entre 1908 et 1918.

### Implication dans le monde politique
Membre du parti conservateur, il est élu en tant que député au Storting en 1913. Entre 1916 et 1918, il siège au conseil municipal de Christiana (Oslo).